# Okręg Metz-Campagne
Okręg Metz-Campagne (fr. Arrondissement de Metz-Campagne) – okręg w północno-wschodniej Francji. Populacja wynosi 212 tysięcy.

## Podział administracyjny
W skład okręgu wchodzą następujące kantony:
- Ars-sur-Moselle,
- Maizières-lès-Metz,
- Marange-Silvange,
- Montigny-lès-Metz,
- Pange,
- Rombas,
- Verny,
- Vigy,
- Woippy.